# Alma Karlinová
Alma Ida Willibalde Maximiliana Karlinová (12. října 1889 Celje – 15. ledna 1950 Pečovnik) byla slovinská spisovatelka, cestovatelka a mystička. Byla jednou z prvních evropských žen, které samy absolvovaly cestu kolem světa.

## Život
Vyrostla v německy mluvícím prostředí, identifikovala se především jako Rakušanka (Slovinsko bylo v době jejího narození součástí Rakousko-Uherska). V dětství byla diagnostikována jako částečně chromá, načež značnou část jejího dětství vyplnila úmorná gymnastická cvičení předepisovaná tehdejší lékařskou vědou. V roce 1905 v sobě objevila svůj talent na jazyky. Naučila se během svého života anglicky, francouzsky, latinsky, italsky, norsky, dánsky, finsky, rusky, španělsky, persky, čínsky a japonsky. Střední školu vystudovala ve Štýrském Hradci, roku 1908. Bezprostředně poté vyrazila se svou matkou na svou první velkou cestu, navštívila severní Itálii, Švýcarsko, Paříž, Londýn, Brusel a Německo. Pak žila v Londýně, kde se živila jako překladatelka.
Po vypuknutí první světové války v roce 1914 se musela přestěhovat do Švédska a Norska, jakožto občanka nepřátelské mocnosti (Rakousko-Uhersko bylo s Británií ve válečném stavu). Ve Skandinávii začala psát, její první dílo byla divadelní hra, která vyšla v Lipsku v roce 1918. Ve Švédsku se značně sblížila se spisovatelkou Selmou Lagerlöfovou, na kterou Karlinová a její texty natolik zapůsobily, že ji později navrhla na Nobelovu cenu.
V roce 1919 se vrátila domů, do Celje, které již bylo součástí Jugoslávského království. Začala shánět peníze na další cesty po světě. Za tím účelem otevřela v Celje jazykovou školu, kde učila až deset hodin denně, zatímco volný čas trávila malováním a psaním. Dne 24. listopadu 1919 vyrazila na devítiletou cestu kolem světa. Navštívila jižní a severní Ameriku, tichomořské ostrovy, Austrálii a různé asijské země. Poslední etapou její cesty byla Indie. I když je často označována za první evropskou ženu, která sama objela celý svět, byla patrně druhou ženou, která tak učinila, předešla ji Ida Laura Pfeifferová. Na svých cestách sesbírala mnoho etnografického materiálu. Většinu poslala domů, kde později založila malé soukromé muzeum. Některé z exponátů jsou nyní umístěny v regionálním muzeu Celje. Během cest prožila mnoho nebezpečí, na Nové Guineji onemocněla malárií a tropickou úplavicí a unikla jen o vlásek kanibalům.
V lednu 1928 se na žádost své umírající matky vrátila domů, vyčerpaná fyzickými nemocemi a v hlubokých depresích. Už nikdy poté necestovala. Většinu času pak věnovala psaní. V roce 1931 se seznámila s malířkou Theou Schreiber Gamelinovou, kterou poté nazývala svou spřízněnou duší a žily spolu do smrti. Kolem roku 1934 se začala zajímat o studium teosofie. V pozdějších letech, zejména během druhé světové války, se přichýlila ke katolicismu. Psala německy až do nástupu nacistů v Německu, kdy se na protest němčiny vzdala. V Německu byly kvůli tomu její knihy páleny, z Celje se musela odstěhovat kvůli tlaku a nepřátelství místních Němců. Usadila se s Gamelinovou ve vile v Zagradu. Psala pak slovinsky a anglicky. V letech 1937–1938 našel v jejím domě útočiště francouzsko-německý novinář a protinacistický spisovatel Hans Joachim Bonsack.
Brzy po německé okupaci Dolního Štýrska byla zatčena a poslána do Mariboru, kde čekala na transport do některého z táborů. Byla však propuštěna díky energickému zásahu Schreiber Gamelinové, která měla jisté kontakty ve Třetí říši. Mohla se vrátit do Celje, kde pak žila v domácím vězení. Na jaře 1944 uprchla do jižního slovinského regionu Bílé Kraňsko, který byl ovládán slovinským partyzánským odbojem. Chtěla odjet do Bari, které v tu dobu již ovládali Britové, ale komunističtí partyzáni jí to nedovolili. Až do konce války tak pobývala v Dalmácii, po ní se přestěhovala zpět do Zagradu. Její tamější vilu ale stát zabavil, a tak dožila ve značně skromných podmínkách v malé vesnici Pečovnik ležící nedaleko Celje. Zemřela na rakovinu prsu a tuberkulózu dne 14. ledna 1950, pochována je na hřbitově ve Svetině po boku Gamelinové.

### Romány
- Moj mali Kitajec: roman iz Kitajske, 1921

- Malik, 1932
- Roman o potopu celine, 1936
- Nabobova stranska žena, 1937
- Samotno potovanje, 1969

### Novely
- Mala Siamka, 1937
- Najmlajši vnuk častitljivega I Čaa: novela iz Kitajske, 1948
- O Joni San: Japonske novele, 2006

### Povídky
- Mesečeve solze: zgodba iz Peruja, 1935
- Mala pomlad: tri zgodbe, 1937
- Štiri dekleta v vetru usode: Zgodba z Južnega morja, 1936,1939, 1943
- Kupa pozabljenja: dve zgodbi, 1938
- Zmaji in duhovi, 1996
- Svetlikanje v mraku, 1999

### Drama
- Kringhausenčani: drama v treh dejanjih, 1918

### Ostatní
- Urok Južnega morja: tragedija neke žene (Im Banne der Sudsee) 1930
- Mistika Južnega morja, I. del Polinezija, II. del Melanezija-Mikronezija, 1931
- Into-Yo-Intec, 1934
- Pod košatim očesom, 1938
- Kot ujetnica pri lovcih na glavo na Novi Gvineji, 1960
- Modri mesec, 1997
- Popotne skice, 1997
- Angel na zemlji, 1998
- Smrtonosni trn, 2006
- Doživeti svet, 2006
- Moji zgubljeni topoli, 2007